# Nemocnice Bohunice
Nemocnice Bohunice v Brně je zdravotnické zařízení, tvořící hlavní areál Fakultní nemocnice Brno. Nachází se v částech katastrů Bohunic a Starého Lískovce v ulicích Jihlavská a Netroufalky. Historická funkcionalistická budova původního chorobince byla chráněna jako kulturní památka.

## Historie
Areál městského chorobince získala po vzniku Československa přírodovědecká fakulta nově zřízené univerzity. Ústav byl proto v roce 1921 provizorně přesunut do vojenských baráků vystěhovaleckého tábora ve Svatobořicích. V dalších letech probíhalo hledání vhodných lokalit pro brněnský chorobinec, až bylo v roce 1931 vybráno místo nad Bohunicemi, u silnice na Jihlavu a Prahu. Stavba funkcionalistického areálu se 750 lůžky podle projektu Oskara Pořísky byla zahájena v roce 1933. První etapa dvou pavilonů s příslušenstvím byla zprovozněna v říjnu 1934, zbylé pavilony byly dány do používání přesně o rok později. Celkové náklady na výstavbu areálu dosáhly částky 14 200 000 Kč.
Za druhé světové války sídlil v budovách chorobince záložní vojenský lazaret. Provoz chorobince byl obnoven v září 1945, o čtyři roky později byl zestátněn a získal název Státní léčebna pro choroby stáří. Již v roce 1952 ale byl ústav změněn na kliniku infekčních chorob.
Vzhledem k neúnosné nemocniční situaci v Brně po druhé světové válce, kdy hlavní zařízení, nemocnice u sv. Anny, téměř dosluhovalo, byl navržen v Bohunicích areál nové klinické nemocnice. Studie Bedřicha Rozehnala ze 40. a 50. let 20. století však nebyly realizovány. Ke změnám došlo až v první polovině 60. let, kdy byla poblíž bývalého chorobince postavena nová budova psychiatrické kliniky (zprovozněna 1965).

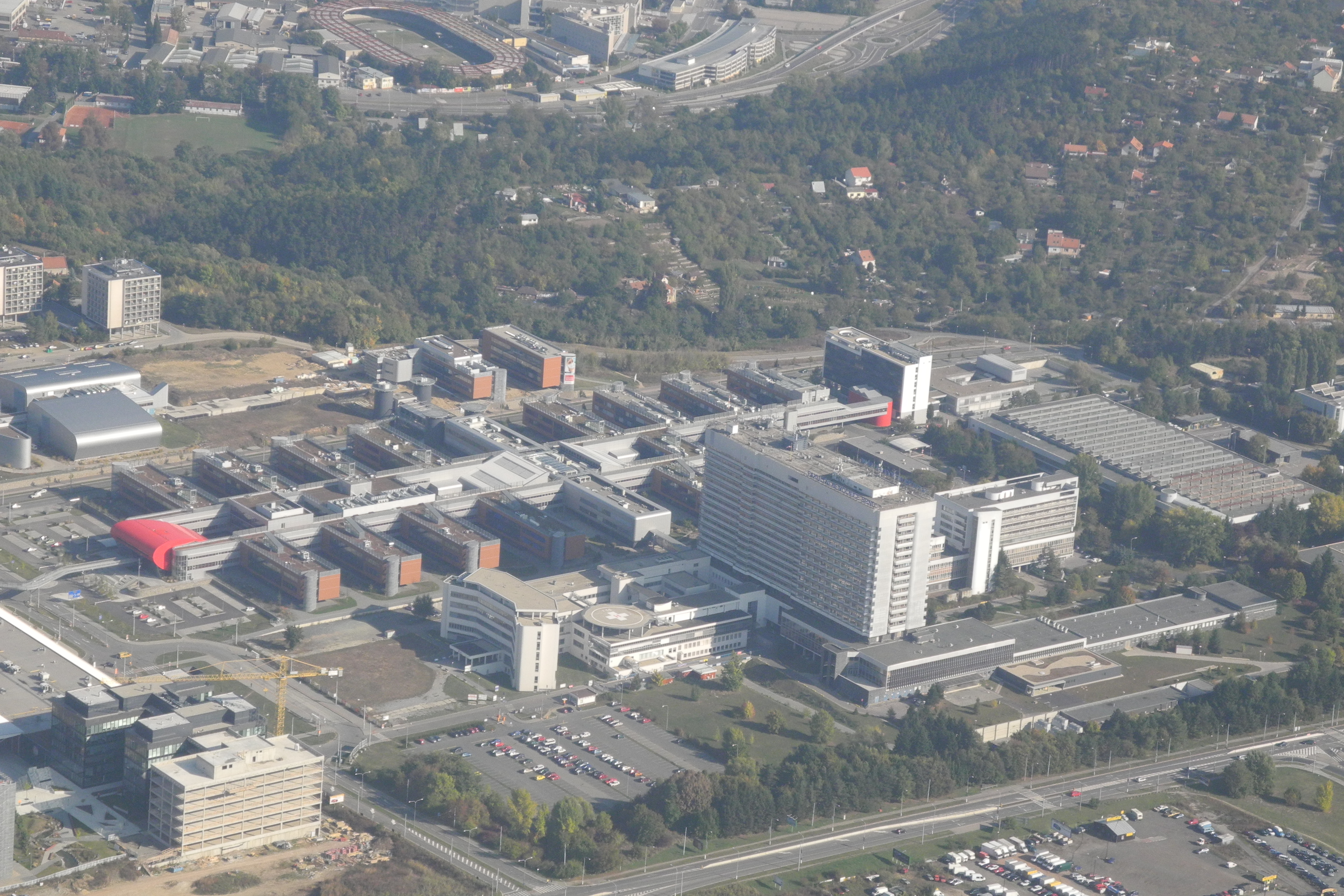
Letecký pohled na západní část areálu bohunické nemocnice s centrální výškovou budovou (uprostřed snímku). V jeho těsném sousedství byl v letech 2004–2010 vybudován kampus Masarykovy univerzity.

O zřízení klinické nemocnice v Bohunicích bylo definitivně rozhodnuto v roce 1964; projekt vypracoval ateliér podniku Stavoprojekt Brno pod vedením Miroslava Spurného. Základní kámen nového areálu, do kterého byly začleněny i budovy původního chorobince, byl položen 11. března 1969. Podle plánu měla být nemocnice dokončena v roce 1983 a měla disponovat 1273 lůžky. Realizace však probíhala z různých důvodů pomalu, a teprve roku 1980 byly dokončeny první objekty – dvě budovy určené pro internát zdravotních sester a také hospodářsko-technického zázemí nemocnice. O dva roky později byla jako první dokončena gynekologicko-porodnická klinika nové Fakultní nemocnice s poliklinikou Bohunice. Centrální výšková budova lůžkového traktu (pavilon L) pro 1028 lůžek byla otevřena na konci roku 1989. V roce 1992 byl dokončen pavilon pro společné vyšetřovací a léčebné složky, realizace dalších objektů ale byla po sametové revoluce zastavena.
Z ekonomických a organizačních důvodů byla nemocnice v roce 1998 sloučena s Fakultní porodnicí a Fakultní dětskou nemocnicí J. G. Mendela ve Fakultní nemocnici Brno. V téže době byla také zahájena dostavba areálu v Bohunicích podle návrhu Zdeňka Janského. První nový objekt, Patologicko-anatomický ústav, byl otevřen v roce 2001, další budovy následovaly v dalších letech. V roce 2008 se bohunická nemocnice stala Traumacentrem pro dospělé pro Jihomoravský a Zlínský kraj a také pro část Kraje Vysočina.

## Plány rozvoje
V roce 2025 by měla začít výstavba nového porodnického komplexu v areálu FN Bohunice, kam budou sloučena obě gynekologicko-porodnická pracoviště. Nevyhovující budova porodnice na Obilním trhu má být prodána.